# Kostel Pribićki
Kostel Pribićki – wieś w Chorwacji, w żupanii zagrzebskiej, w gminie Krašić. W 2011 roku liczyła 50 mieszkańców.